# Javi Sanchis
Francisco Javier Sanchis Pascual (Foyos, Valencia, España, 3 de julio de 1972) es un exfutbolista español que se desempeñaba como centrocampista.

## Clubes
| Club             | País   | Año       |
| ---------------- | ------ | --------- |
| U. E. Lleida     | España | 1995-1996 |
| Villarreal C. F. | España | 1996-1999 |
| C. D. Castellón  | España | 1999-2006 |